# Мезолябия

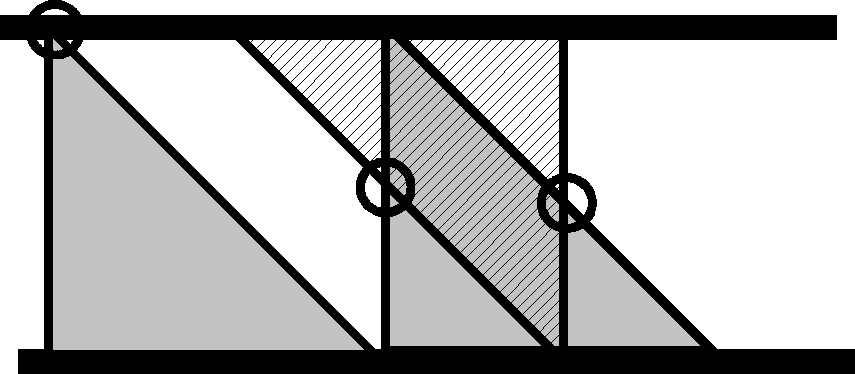
Принцип работы мезолябии

Мезоля́бия — простой механический прибор, изобретённый Эратосфеном, чтобы извлекать кубические корни (т.е. возможно решить задачу об удвоении куба).
Прибор состоит из трёх одинаковых прямоугольных равнобедренных треугольников, расположенных на двух параллельных рельсах. Треугольники касаются рельсов одним из катетов и могут скользить вдоль них, касаясь противолежащей вершиной второго рельса. Обычно два треугольника касаются катетом нижнего рельса, а один — верхнего. Также обычно один (левый) треугольник крепился к рельсе жёстко.
Извлечь кубический корень на этом приборе можно для числа х, равного длине катетов треугольников (расстоянию между рельсами). Для этого требовалось расположить треугольники как на рисунке, а затем добиться, чтобы три точки, выделенные на рисунке, оказались на одной прямой. При этом левый и правый треугольник соприкасаются вершинами, а средний сдвигается до тех пор, пока упомянутые точки не лягут на одну прямую. Интересующий нас отрезок — часть вертикального катета среднего треугольника, лежащая ниже точки пересечения с правым треугольником. Его длина численно равна кубическому корню из х. 
При работе с мезолябией единичная длина (эталонная единица, в которой измеряется величина х) соответствует кратчайшему расстоянию по вертикали от прямой, на которую легли три точки, выделенные на рисунке, до крайней правой вершины правого треугольника.